# Columbia-Plateaubasalt

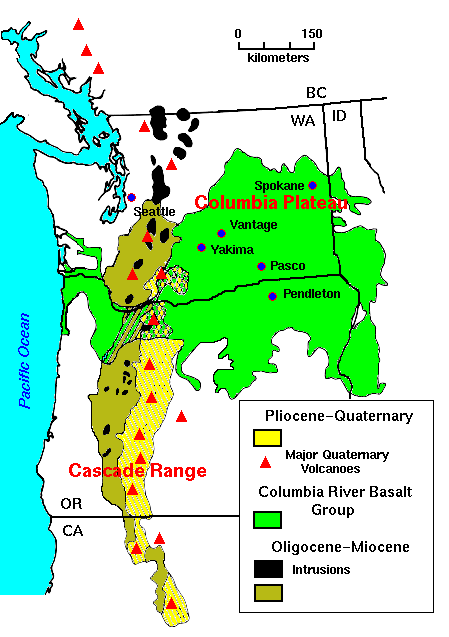
Der Columbia-Plateaubasalt umfasst Teile von drei Bundesstaaten

Der Columbia-Plateaubasalt ist ein ausgedehnter Flutbasalt in den USA, der Teile der Bundesstaaten Washington, Oregon und Idaho bedeckt.
Während des mittleren und späten Miozäns bis in das frühe Pliozän verschlangen gewaltige Mengen von Basalt mehr als 163.700 km² des Pazifischen Nordwestens und bildeten eine magmatische Großprovinz mit einem geschätzten Volumen von 174.300 km³. Die Eruptionen waren vor 17 bis 14 Millionen Jahren am heftigsten, als über 99 % des Basalts gefördert wurden. Neuere Untersuchungen grenzen die Phase der Hauptaktivität auf den Zeitraum vor 16,7 bis 15,9 Millionen Jahre ein. Die vor 14 bis 6 Millionen Jahren erfolgenden Ausbrüche waren weniger ausgiebig.
Die Lavaströme wurden später von den Wassermassen der Missoula-Fluten vielfach erodiert, die am Wallula Gap, am unteren Palouse River, in der Columbia River Gorge und in den Channeled Scablands viele Lagen von Basaltergüssen bloßlegten.
Der Columbia-Plateaubasalt wird als mögliche Verbindung zu den Chilcotin-Plateaubasalten im zentralen Süden von British Columbia in Kanada betrachtet.

## Die Bildung des Columbia-Plateaubasalts

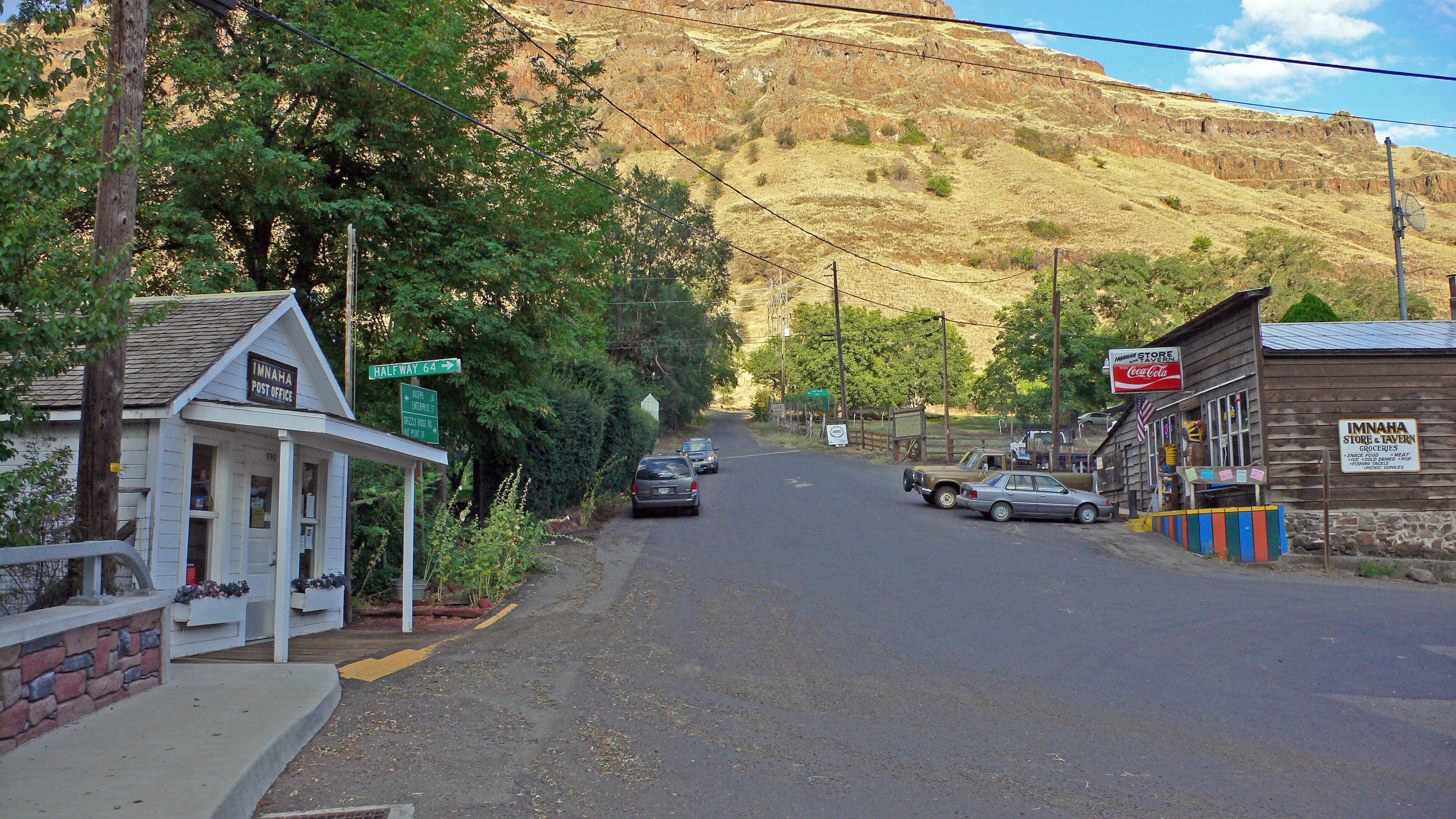
Der Imnaha Basalt bei Imnaha (Oregon)

Über einen Zeitraum von vielleicht 10 bis 15 Millionen Jahren ergoss sich Lavastrom über Lavastrom, sie sammelten sich zu einer Dicke von mehr als 1.800 Meter an. Während das geschmolzene Gestein an der Oberfläche ausfloss, senkte sich die Erde über dem sich entleerenden Magmareservoir langsam ab. Die Senkung der Erdkruste erzeugte eine große, leicht schüsselförmige Lavaebene, heute unter dem Namen Columbia-Becken oder Columbia River Plateau bekannt. Der Vorgänger des heutigen Columbia River wurde durch die nach Norden vorrückende Lavaflut in seinen heutigen Lauf gezwungen. Als die Lava sich über das Gebiet verteilte, dämmte sie an vielen Stellen die Flusstäler ein und erzeugte Aufstauungen und Seen. In den Überresten dieser Seen finden sich heute fossile Blattabdrücke, versteinertes Holz, fossile Insekten und die versteinerten Knochen von Wirbeltieren, unter anderem jene des Blue Lake Rhino.

### Der Übergang zu Flutvulkanismus

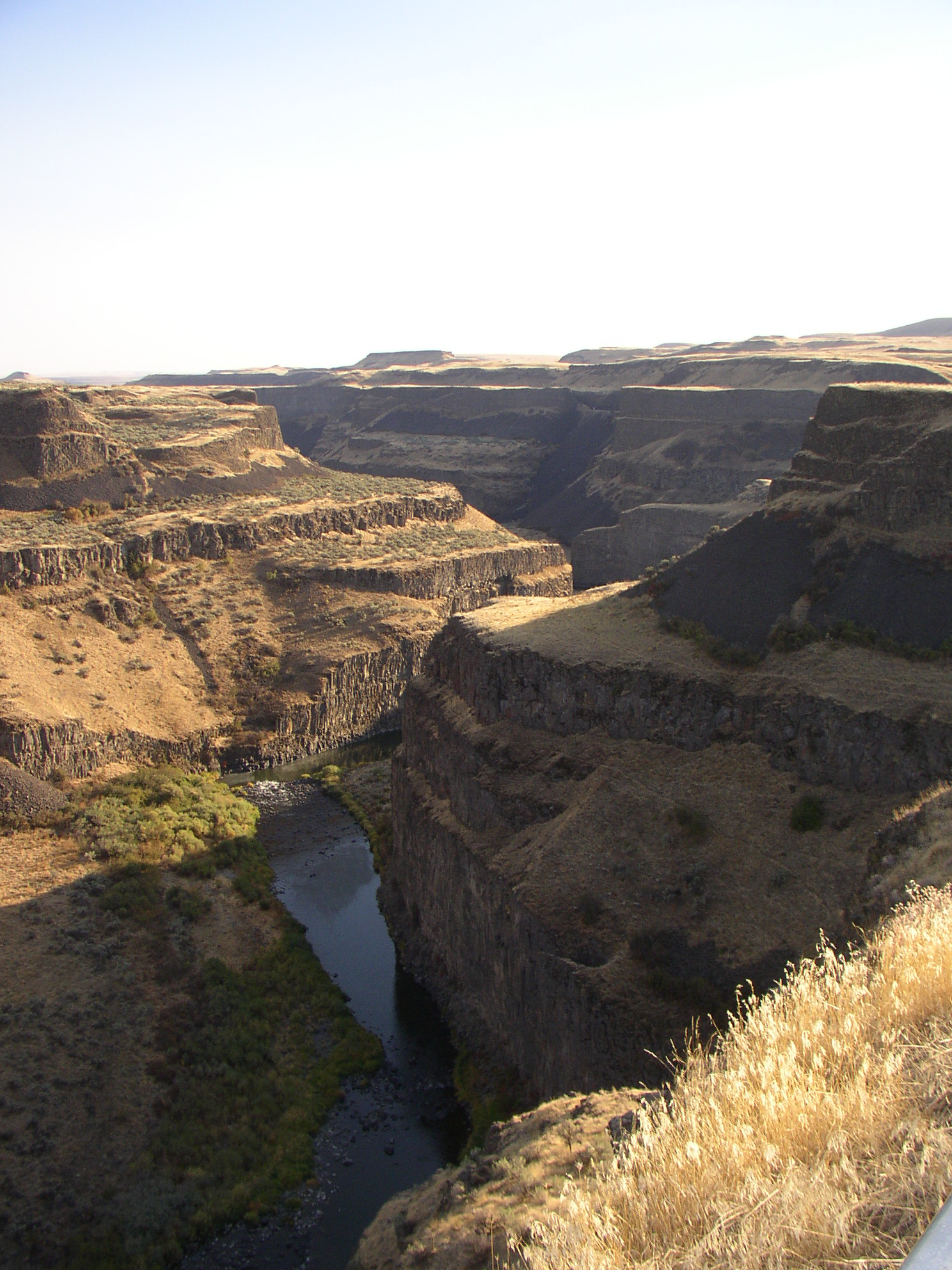
Palouse River Canyon unterhalb von Palouse Falls. Unten Sentinel Bluffs Flows der Grand Ronde Formation, darüber Ginkgo Flow des Wanapum Basalts

Bis vor mehr als 17 Millionen Jahren waren die Ausbrüche der Vulkane der Kaskadenkette schon mehr als 20 Millionen Jahre lang mit stetiger Regelmäßigkeit erfolgt, so wie dies auch heute der Fall ist. Im mittleren Miozän erfolgte ein abrupter Übergang zur Effusion von Flutbasalten. Der eigentliche Grund für diese Art des Vulkanismus wird immer noch diskutiert. Die am meisten akzeptierte Idee ist die, dass wie im Falle von Hawaii ein Manteldiapir oder ein Aufstieg des Oberen Erdmantels den ausgedehnten und volumenreichen basaltischen Vulkanismus nach sich zog.
Die Basaltergüsse können in drei Hauptabteilungen unterschieden werden: der Grande Ronde Basalt, der Wanapum Basalt und der Saddle Mountains Basalt. Das Alter der verschiedenen Lavaergüsse wurden durch radiometrische Datierung bestimmt, vor allem durch die Kalium-Argon-Methode.

### Imnaha Basalt
Der mit 17,4 bis 17 Millionen Jahren älteste Teil der Basalte ist der Imnaha Basalt. Die Imnaha-Lavaflüsse ergossen sich über das nordöstliche Oregon. Obwohl sie nach Schätzung zehn Prozent der Gesamtmenge der Flutbasalte ausmachen, wurden sie unter den nachfolgenden Ergüssen begraben und sind nur an wenigen Orten sichtbar.

### Grande Ronde Basalt

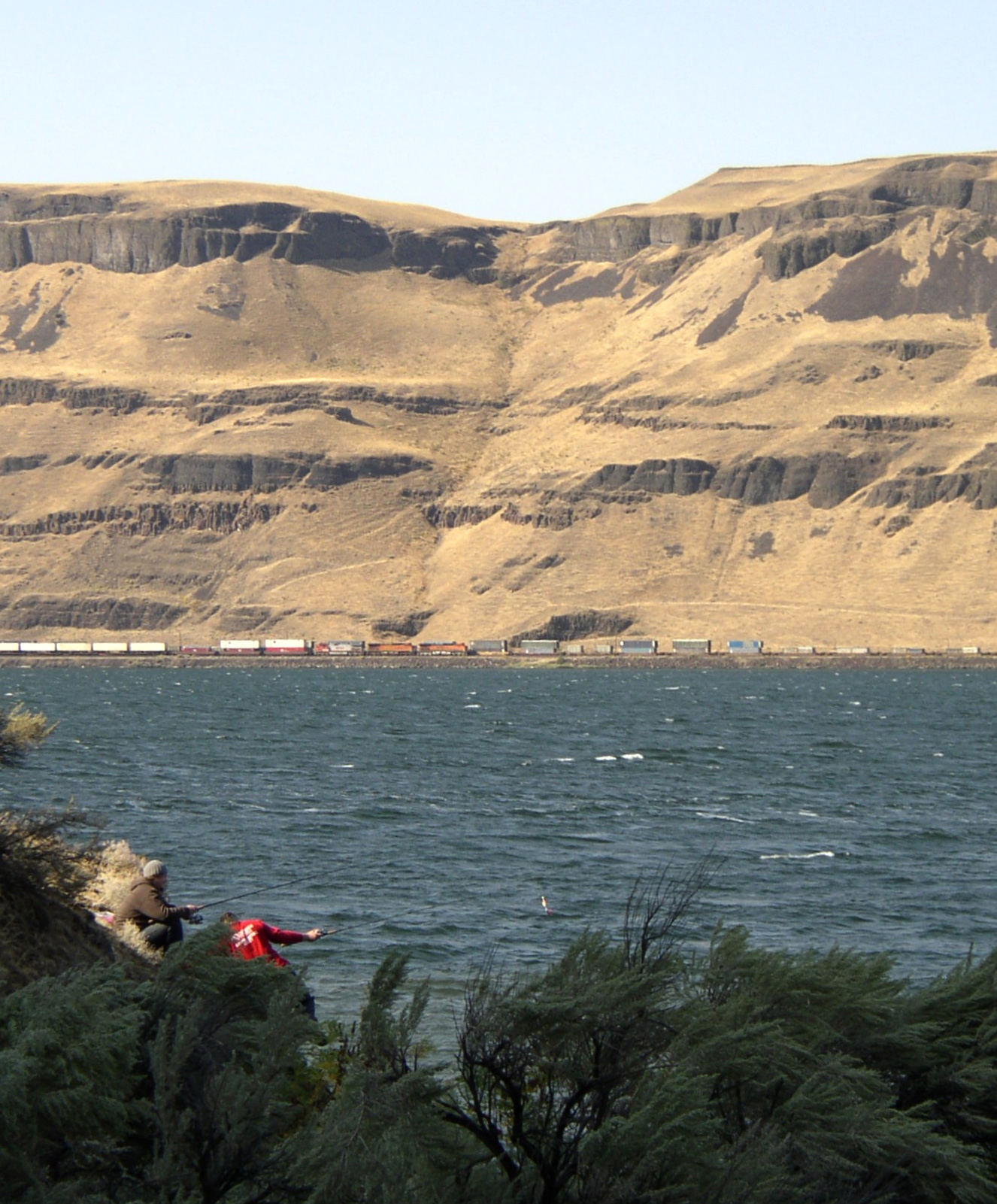
Wallula Gap

Der nächstältere der Lavaergüsse ist mit 17 bis 15,6 Millionen Jahren der Grande Ronde Basalt. Untereinheiten oder Fließzonen innerhalb des Grande Ronde Basalts sind die Meyer Ridge Unit und die Sentinel Bluffs Unit. Geologen schätzen, dass die Laven des Grande Ronde Basalts bis zu 85 % des Gesamtvolumens ausmachen. Die Grande Ronde Basalte weisen als Besonderheit den Chief Joseph Dike Swarm auf, einen Schwarm von Dykes, durch die die Lava aufstieg, und deren Zahl auf bis 20.000 geschätzt wird. Einige dieser Aufstiegswege waren fünf bis zehn Meter weite Spalten, durch die eine enorme Menge an Lava austreten konnte. Ein großer Teil der Lava floss nach Norden in das heutige Washington hinein, und durch das Tal des Columbia River bis zum Pazifischen Ozean. Diese riesigen Lavaströme schufen das eigentliche Columbia-Plateau. Die Basalte und Gangschwärme des Grande Ronde Basalts können in den schroffen 600-Meter-Wänden des Joseph Canyon an Oregon Route 3 gut beobachtet werden. Teile der Grande Ronde, Wanapum und Saddle Mountain Basalts sind am Wallula Gap aufgeschlossen (im Bild von unten nach oben).

### Wanapum Basalt

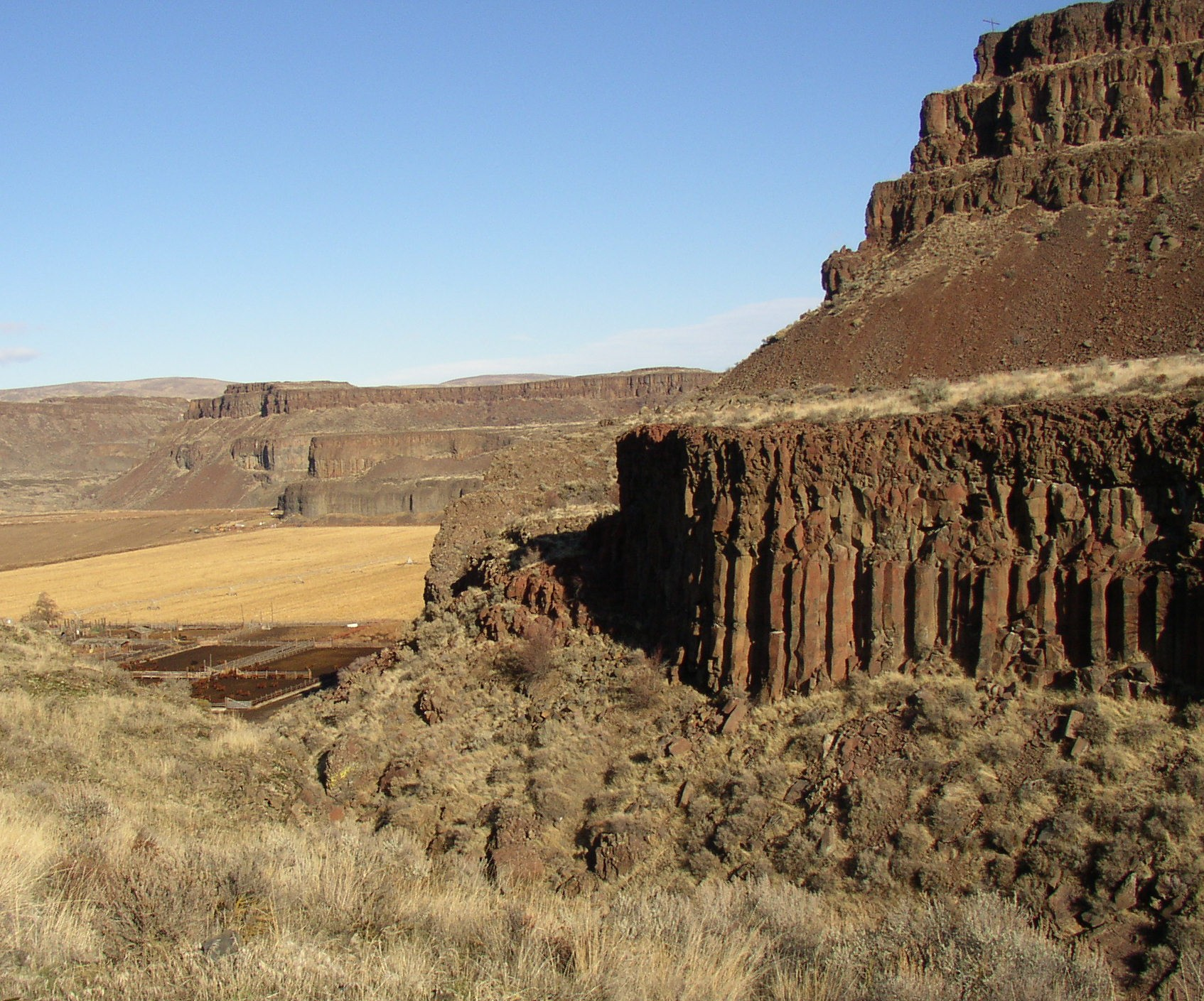
Three Devil’s Grade, Moses Coulee, Washington. Oben Roza Member, im Canyon der Frenchmen Springs Member Basalt

Der Wanapum Basalt besteht aus den Einheiten des Eckler Mountain Member (15,6 Millionen Jahre alt), des Frenchmen Springs Member (15,5 Millionen Jahre alt), des Roza Member (14,9 Millionen Jahre alt) und des Priest Rapids Member (14,5 Millionen Jahre alt).

### Saddle Mountains Basalt
Der Saddle Mountains Basalt, besonders gut zu beobachten in den Saddle Mountains, besteht aus mehreren Lavaergüssen: Umatilla Member, Wilbur Creek Member, Asotin Member (13 Millionen Jahre alt), Weissenfels Ridge Member, Esquatzel Member, Elephant Mountain Member (10,5 Millionen Jahre alt), Bujford Member, Ice Harbor Member (8,5 Millionen Jahre alt) und Lower Monumental Member (6 Millionen Jahre alt).